# Боливар, Хованни
Хова́нни Дави́д Боли́вар Альвара́до (исп. Jovanny David Bolívar Alvarado; 16 декабря 2001, Акаригуа) — венесуэльский футболист, нападающий клуба «Альбасете» и сборной Венесуэлы. Выступает на правах аренды за клуб «Ла Экидад».

## Клубная карьера
Воспитанник молодёжной академии «Депортиво Ла Гуайра». В первой команде «Депортиво» дебютировал 26 января 2019 года в проигранном (2:3) матче Примера Дивизиона против «Монагаса».
9 марта 2021 года перешёл в годовую аренду с возможностью полноценного перехода в «Ди Си Юнайтед». Впоследствии отправился в аренду в резервную команду клуба, «Лаудон Юнайтед». Первым голом в новом коллективе отличился 29 мая 2021 года, в победном (1:0) поединке против «Нью-Мексико Юнайтед».
11 января 2023 года подписал контракт на пять с половиной лет с испанским клубом «Альбасете», который выступает в Сегунда Дивизионе. 1 сентября перешёл в другую команду Сегунды, в годовую аренду в «Уэску».
30 августа 2024 года перешёл в годовую аренду с правом выкупа в «Колос».

## Карьера в сборной
В футболке олимпийской сборной Венесуэлы дебютировал 21 января 2024 года в ничейном (3:3) домашнем поединке 1-го тура группы А Предолимпийского футбольного турнира против Боливии. Хованни вышел на поле в стартовом составе, на 42-й минуте отличился голом, а на 90+1-й минуте его заменил Хесус Пас.